# Petrovicita
La petrovicita és un mineral de la classe dels sulfurs. Rep el nom de la localitat de Petrovice, a la República Txeca, la seva localitat tipus.

## Característiques
La petrovicita és una sulfosal de fórmula química Cu₃HgPbBiSe₅. Es tracta d'una espècie aprovada per l'Associació Mineralògica Internacional, i publicada per primera vegada el 1976. Cristal·litza en el sistema ortoròmbic. La seva duresa a l'escala de Mohs és 3.
Segons la classificació de Nickel-Strunz, la petrovicita pertany a «02.LB - Sulfosals sense classificar, amb Pb essencial» juntament amb els següents minerals: miharaïta, ardaïta, launayita, madocita, playfairita, sorbyita, sterryita, larosita, mazzettiïta i crerarita.
L'exemplar que va servir per a determinar l'espècie, el que es coneix com a material tipus, es troba conservat a l'escola nacional de mines.

## Formació i jaciments
Va ser descoberta a la localitat de Petrovice, situada al districte de Žďár nad Sázavou (Regió de Vysočina, República Txeca). També ha estat descrita a la propera mina Bukov, així com a Àustria, Alemanya, Bolívia i Mèxic.